# Театральна (станція метро, Москва)
55°45′28″ пн. ш. 37°37′07″ сх. д. / 55.75778° пн. ш. 37.61861° сх. д.
«Театральна» (рос. Театральная) — станція Замоскворіцької лінії Московського метрополітену. Розташована між станціями «Тверська» і «Новокузнецька», на території Тверського району Центрального адміністративного округу міста Москви.
«Театральна» — єдина станція Московського метро, що сполучена за допомогою переходу зі станціями «Охотний ряд» та «Площа Революції», що не мають власного суміжного переходу між собою. Крім того, власні виходи станції відсутні — вона сполучена з другорядними вестибюлями обох станцій через ті ж самі переходи. При русі поїздів як по Сокольницькій, так по Арбатсько-Покровській лініях, між собою пересадки не оголошуються. Тобто оголошується лише пересадка на саму «Театральну».

## Історія
Відкрита 11 вересня 1938 року в складі дільниці «Сокіл»—«Площа Свердлова» (нині «Театральна») другої черги Московського метрополітену.

## Вестибюлі й пересадки
Станція не має власних вестибюлів: північний ескалаторний хід виводить до загального аванзалу зі станцією «Охотний ряд», а південний — до загального вестибюля зі станцією «Площа Революції». Спочатку виходи зі станції використовувалися для переходу і вже до початку війни були перевантажені. 30 грудня 1944 року було відкрито новий прямий перехід з центру залу на станцію «Охотний ряд» Сокольницької лінії, а 9 травня 1946 року — прямий перехід із південного торця станції «Театральна» на станцію «Площа Революції» Арбатсько-Покровської лінії. При реконструкції центрального пересадного вузла в 1974 році було побудовано ще два переходи: з центру залу станції «Театральна» на станцію «Площа Революції» і з північного торця — на станцію «Охотний ряд». З 25 червня 2002 року по 25 грудня 2003 року південний вестибюль було закрито для заміни шести ескалаторів 1938 року випуску станцій «Театральна» і «Площа Революції».

## Колійний розвиток

Схема колійного розвитку станції Театральна

Станція з колійним розвитком — 5 стрілочних переводів, пошерсний і протишерсний з'їзди і одноколійна СЗГ до Арбатсько-Покровської лінії.

## Технічна характеристика
Конструкція станції — пілонна трисклепінна (глибина закладення — 33,9 метра). Побудована за типовим проектом. Діаметр центрального залу — 9,5 м, бічних 8,5 м оброблення з чавунних тюбінгів. Автор проекту — I. О. Фомін. Завершував будівництво станції його учень Л. М. Поляков.

## Пересадки
- Охотний Ряд,
- Площа Революції
- Автобуси: 38, 101, 144, 904, м1, м2, м3, м10, м27, с43, н1, н2, н6, н11, н12

## Оздоблення
Колійні стіни і потужні пілони станції оздоблено світлим прохорово-баландінським мармуром. Спочатку підлога нагадувала шахову дошку, по жовтих і чорним плитах граніту, але у 1970-і жовті плити були замінені на сірі, що спотворило вигляд станції. Круглі мармурові стовпи з канелюрами на кутках пілонів, кришталеві світильники в бронзовій оправі надають центральній частині залу урочистий вигляд. Склепіння центрального залу прикрашено кесонами і майоліковими барельєфами на тему театрального мистецтва народів СРСР (скульптор М. Я. Данько, виготовлені на Ленінградському фарфоровому заводі). Значення їх для тематичного оформлення станції зросла при перейменування станції в «Театральну». У північному торці залу перебував бюст Я. М. Свердлова (скульптор А. П. Шликов), від якого залишився лише постамент.

## Станція у цифрах
- Код станції — 032.
- Час відкриття станції для входу пасажирів: вихід на Театральну площу — о 5 годині 30 хвилин, вихід до Красної площі — о 5 годині 35 хвилин, час закриття — о 1 годині ночі.
- Таблиця часу проходження першого поїзда через станцію

|                                   | Понеділок — П'ятниця (чч:мм:сс) | Субота — Неділя (чч:мм:сс) |
|                                   | По непарних числах              |                            |
| По парних числах                  |                                 |                            |
| У бік станції «Річковий вокзал»   | 5:49:15                         | 5:49:15                    |
| У бік станції «Річковий вокзал»   | 5:49:15                         | 5:49:15                    |
| У бік станції «Красногвардійська» | 5:42:25                         | 5:42:30                    |
| У бік станції «Красногвардійська» | 5:42:25                         | 5:42:30                    |

## Цікаві факти
- Над рейками в бік «Червоногвардійської» три містки, але працюють тільки два. Раніше працювали всі три, але після побудови другого переходу на «Охотний ряд» одні сходи розібрали.
- Якщо піднятися на ескалаторі в коридор ведучий до загального вестибулю зі станцією «Охотний ряд», то відразу за ескалатором на лівій стіні буде пам'ятна табличка про те, коли ця станція була введена в дію. Назва станції на табличці — «Площа Свердлова».
- Якщо придивитися до напису назви станції на колійній стіні, то можна помітити сліди від літер, що складали стару назву станції: «Площа Свердлова».

## Фотографії

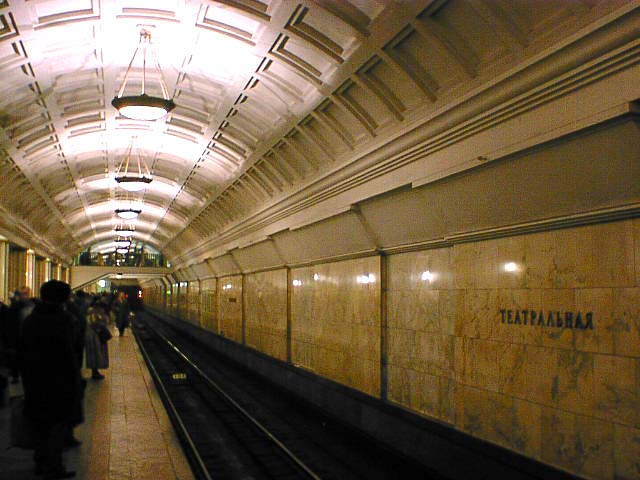
Посадкова платформа. 26 лютого 2000 рік року.
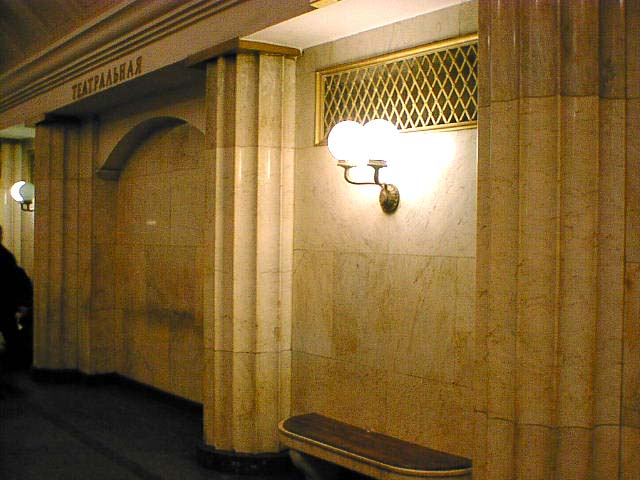
Оформлення станції. 26 лютого 2000 рік року.
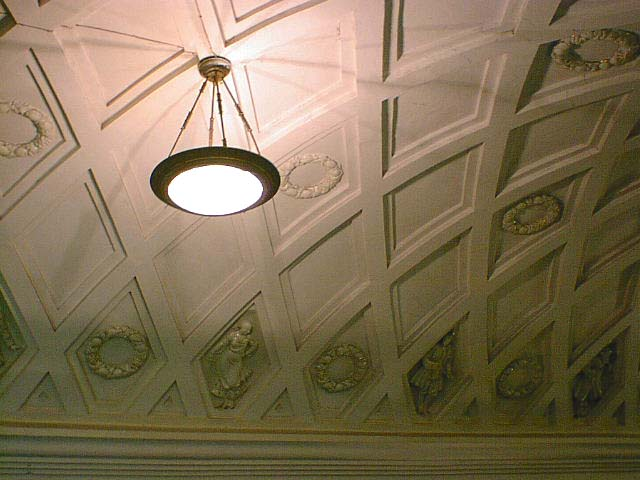
Оформлення склепіння центрального залу. 26 лютого 2000 року.